# Landkreis Thorn
Der Landkreis Thorn (bis 1900 Kreis Thorn) war ein von 1818 bis 1920 bestehender preußischer Landkreis im Regierungsbezirk Marienwerder. Mit diesem gehörte er zur Provinz Westpreußen, zwischenzeitlich von 1829 bis 1878 zur Provinz Preußen. Seine Kreisstadt war Thorn. Er lag in dem Teil von Westpreußen, der nach dem Ersten Weltkrieg 1920 durch den Versailler Vertrag an das neugegründete Polen fiel. Von 1939 bis 1945 bestand nochmals ein Landkreis Thorn im neu eingerichteten Reichsgau Danzig-Westpreußen im besetzten Polen. Heute liegt das ehemalige Kreisgebiet in der polnischen Woiwodschaft Kujawien-Pommern.

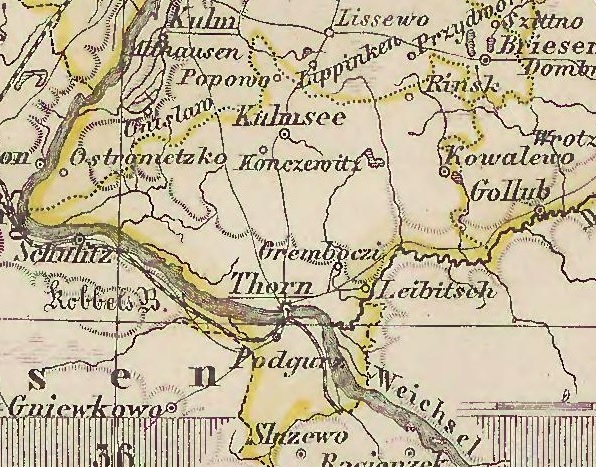
Der Kreis Thorn in den Grenzen von 1818 bis 1887

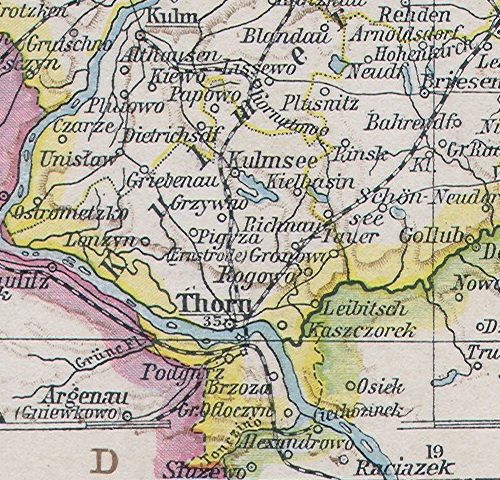
Der Kreis Thorn in den Grenzen von 1887 bis 1920

Die Provinz Westpreußen 1919
Regierungsbezirk Danzig
Regierungsbezirk Marienwerder

## Geographie
Der Kreis lag im Kulmerland im äußersten Süden von Westpreußen und wurde von der Weichsel durchflossen, wobei der größere Teil des Kreisgebiets auf dem rechten (östlichen) Ufer lag. Mit der ab 1900 kreisfreien Stadt Thorn hatte der Kreis ein echtes städtisches Zentrum, was im dünn besiedelten Westpreußen nicht überall der Fall war. Die noch größere Stadt Bromberg lag unmittelbar westlich des Kreisgebiets.
Der Kreis grenzte nur im Nordosten und Norden an westpreußisches Gebiet, nämlich an die Kreise Briesen und Kulm. Im Südwesten lagen die zur Provinz Posen gehörenden Kreise Bromberg und Hohensalza. Im Südosten grenzte der Kreis an Kongresspolen, das zum Russischen Kaiserreich gehörte.

## Verwaltungsgeschichte
Das nördliche Kreisgebiet kam durch die erste polnische Teilung 1772 zu Preußen, die Stadt Thorn mit ihren Nachbarorten folgte 1793 im Rahmen der zweiten polnischen Teilung. Durch die preußische Provinzialbehörden-Verordnung vom 30. April 1815 und ihre Ausführungsbestimmungen kam das Gebiet zum Regierungsbezirk Marienwerder der neuen Provinz Westpreußen. Im Rahmen einer umfassenden Kreisreform im Regierungsbezirk Marienwerder wurde zum 1. April 1818 der neue Kreis Thorn gebildet. Dieser umfasste die Städte Culmsee, Kowalewo (Schönsee), Podgorz und Thorn, die Domänenämter Brzezinko und Culmsee, das Amt Dybow sowie 67 adlige Güter. Sitz des Landratsamtes war die Stadt Thorn.
Vom 3. Dezember 1829 bis zum 1. April 1878 waren Westpreußen und Ostpreußen zur Provinz Preußen vereinigt, die seit dem 1. Juli 1867 zum Norddeutschen Bund und seit dem 1. Januar 1871 zum Deutschen Reich gehörte.
Am 1. Oktober 1887 trat der Kreis einen Teil seines Gebietes, darunter die Stadt Schönsee, an den neuen Kreis Briesen ab. Seit dem 1. April 1900 bildete die Stadt Thorn einen eigenen Stadtkreis. Der Kreis Thorn wurde daraufhin in Landkreis Thorn umbenannt. Am 1. April 1906 schieden die Landgemeinden Mocker und Korzeniec sowie der Gutsbezirk Weißhof aus dem Landkreis aus und wurden in den Stadtkreis Thorn eingegliedert.
Aufgrund der Bestimmungen des Versailler Vertrags musste der Landkreis Thorn am 10. Januar 1920 an die Zweite Polnische Republik abgetreten werden. Das Kreisgebiet bestand als Powiat Toruński (Thorner Kreis) fort.
In Folge des Überfalls auf Polen 1939 wurde das Territorium des Polnischen Korridors vom Deutschen Reich annektiert. Zum 26. November 1939 wurde der Kreis unter seinem deutschen Namen Teil des neugebildeten Reichsgaus Westpreußen – später Danzig-Westpreußen – im neuen Regierungsbezirk Bromberg. Im Frühjahr 1945 wurde das Kreisgebiet von der Roten Armee besetzt und nach Beendigung der Kampfhandlungen seitens der sowjetischen Besatzungsmacht der Volksrepublik Polen zur Verwaltung überlassen. In der Folgezeit wurde die einheimische Bevölkerung mit wenigen Ausnahmen von der polnischen Administration aus dem Kreisgebiet vertrieben.

## Bevölkerung
Im Folgenden eine Übersicht mit offiziellen Angaben zu Einwohnerzahl, Konfessionen und Sprachgruppen. Dabei ist zu berücksichtigen, dass 1887 und 1900 der Kreis verkleinert wurde und die Zahlen über diese Zeitpunkte hinweg nicht vergleichbar sind. Als Orientierung sind die zusammengefassten Werte von Stadt und Landkreis Thorn für 1900 und 1910 hinzugefügt.
| Jahr                                          | 1821              | 1831              | 1841 | 1852                | 1861                | 1871                | 1880 | / | 1890                | 1900                | 1910                | / | 1900 | 1910              | 1931   |
| Einwohner                                     | 32.030            | 34.480            | ?    | 54.334              | 57.830              | 69.979              | ?    | / | 87.544              | 96.299              | 105.544             | / | ?    | 59.317            | 60.523 |
| Evangelische Katholiken Juden                 | 13.652 17.733 423 | 15.202 18.427 656 |      | 22.913 27.572 1.386 | 26.079 29.887 1.678 | 30.375 37.500 1.934 |      | / | 41.539 43.884 1.834 | 44.739 49.464 1.693 | 48.219 55.171 1.334 | / |      | 25.252 33.429 329 |        |
| deutschsprachig zweisprachig polnischsprachig |                   | 16.053 - 18.427   |      | 26.236 - 25.769     | 30.224 - 27.606     |                     |      | / | 49.345 1.649 36.517 | 52.881 2.239 41.126 | 58.256 1.142 45.927 | / |      | 27.751 473 31.020 |        |

## Politik

### Landräte
- 1818–183200von Nalecz-Grąbczewski († 1858)
- 1832–185100Hermann von Besser
- 1851–185900Hermann Barschall (1815–1859)[4]
- 1860–186600Georg von Steinmann (1830–1901)
- 1869– –9999 Dagobert Borchert (kommissarisch ab März 1869)[5]
- 1870–188300Emil Hoppe
- 1883–189600Franz Krahmer (1851–1930)
- 1896–190300Karl Miesitschek von Wischkau (1859–1937)
- 1903–191100Friedrich Wilhelm Meister (1870–1946)
- 1911–191900Walther Kleemann
- 1919–192000Hoffmann

### Wahlen
Im Deutschen Reich setzte sich der Reichstagswahlkreis Marienwerder 4 aus den Kreisen Thorn und Kulm in den Grenzen von 1871 zusammen. Der Wahlkreis wurde zwischen 1871 und 1920 wechselweise von nationalliberalen und polnischen Kandidaten gewonnen.

## Städte und Gemeinden
1910 umfasste der Landkreis Thorn die beiden Städte Culmsee und Podgorz sowie 66 Landgemeinden.
- Alt Thorn
- Amthal
- Balkau
- Bildschön
- Birglau
- Bischöflich Papau
- Biskupitz
- Boguslawken
- Bruchnowo
- Chrapitz
- Culmsee, Stadt
- Deutsch Rogau
- Dreilinden
- Eichenau
- Elisenau
- Ellermühl
- Folgowo
- Gostgau
- Grabowitz
- Gramtschen
- Griffen
- Groß Bösendorf
- Groß Nessau
- Groß Rogau
- Gurske
- Guttau
- Hermannsdorf
- Herzogsfelde
- Hohenhausen
- Kaschorek
- Klein Bösendorf
- Klein Nessau
- Kompanie
- Konczewitz
- Kostbar
- Leibitsch
- Lonzyn
- Luben
- Lulkau
- Mlynietz
- Neu Culmsee
- Neubruch
- Neudorf
- Ober Nessau
- Ottlotschin
- Ottlotschinek
- Pensau
- Piask
- Podgorz, Stadt
- Rentschkau
- Roßgarten
- Rudak
- Sachsenbrück
- Scharnau
- Schillno
- Schmolln
- Schönwalde
- Schwarzbruch
- Seglein
- Siemon
- Smolnik
- Staw
- Steinau
- Stewken
- Swierczyn
- Thornisch Papau
- Ziegelwiese
- Zlotterie

## Gutsbezirke
Zum Kreis gehörten außerdem folgende 69 Gutsbezirke (Stand vom 1. Januar 1908):
- Archidiakonka
- Bachau
- Berghof
- Bielawy
- Birglau, Schloss
- Birkenau
- Biskupitz
- Breitenthal
- Browina
- Bruchnowko
- Brunau
- Czernewitz
- Dreilinden
- Dybow, Forst
- Elsnerode
- Ernstrode
- Folsong
- Friedenau
- Girkau
- Gronowko
- Gronowo
- Guttau, Forst
- Heimsoot
- Karschau, Forst
- Katharinenflur
- Kielbasin
- Kleefelde
- Klein Lansen
- Klein Wibsch
- Kowroß
- Kuczwally
- Kunzendorf
- Leszcz
- Lindenhof
- Lissomitz
- Mirakowo
- Mittenwalde
- Mortschin
- Nawra
- Neugrabia
- Ollek
- Ostaszewo
- Papau, Domäne
- Paulshof
- Pluskowenz
- Rosenberg
- Rüdigsheim
- Sängerau
- Schwirsen
- Seehof
- Senzkau
- Seyde
- Siemon
- Steinau
- Steinort, Forst
- Sternberg
- Swierczynko
- Tannhagen
- Thorn, Fußartillerieschießplatz
- Tillitz
- Turzno
- Warschewitz
- Weißhof
- Wibsch
- Wiesenburg
- Wittkowo
- Wytrembowitz
- Zakrzewko
- Zengwirth

## Der Landkreis Thorn im besetzten Polen 1939–1945

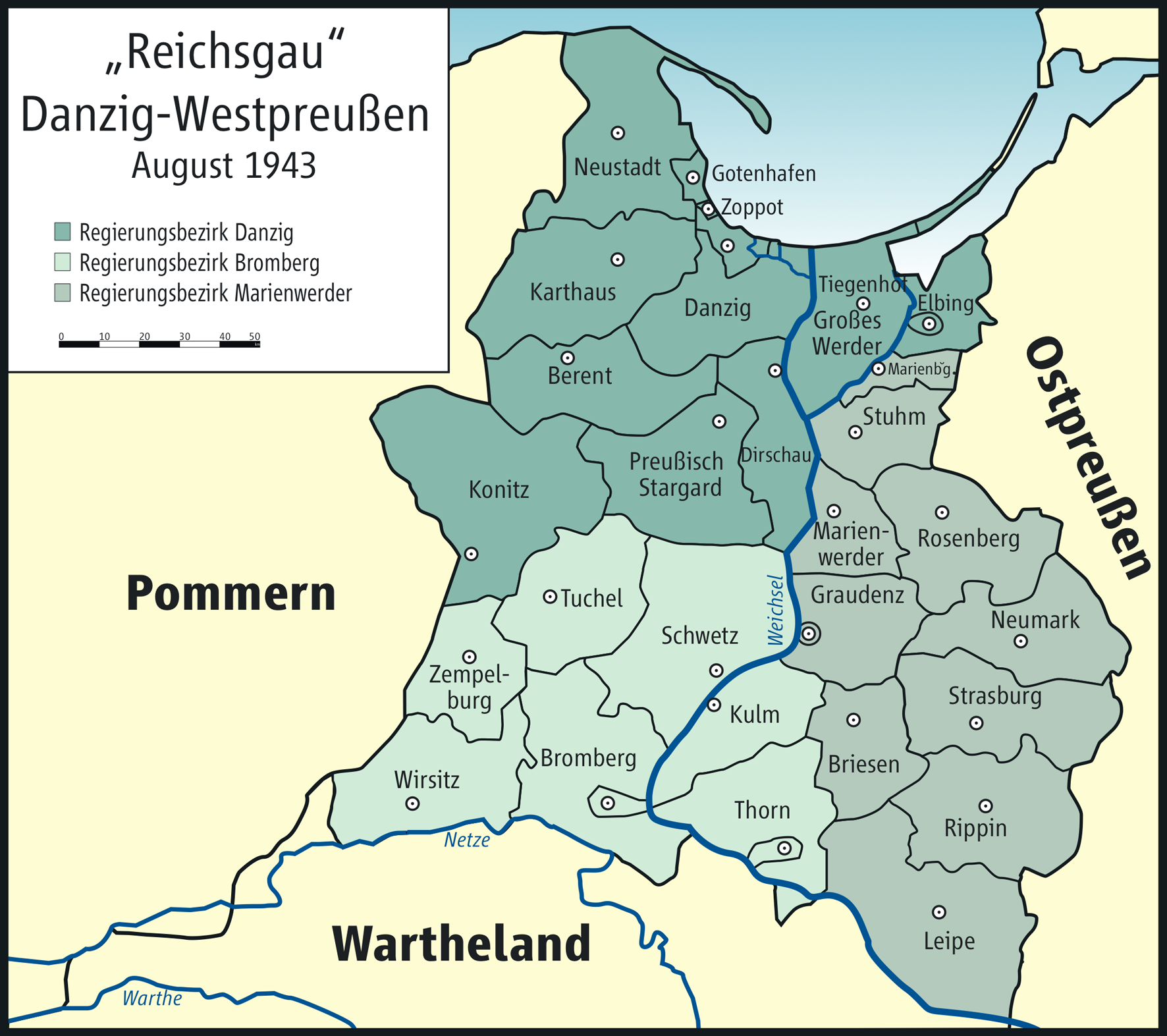
Reichsgau Danzig-Westpreußen (August 1943)

### Verwaltungsgeschichte
Nach dem Überfall auf Polen wurde die Stadt Kulmsee der im Altreich gültigen Deutschen Gemeindeordnung vom 30. Januar 1935 unterstellt, welche die Durchsetzung des Führerprinzips auf Gemeindeebene vorsah. Die übrigen Gemeinden waren in Amtsbezirken zusammengefasst, Gutsbezirke gab es nicht mehr.

### Landräte
- 1939–194100Alfred Kipke
- 1941–194300Böse
- 1943–194500Ernst Hild (kommissarisch)

### Ortsnamen
Durch unveröffentlichten Erlass vom 29. Dezember 1939 galten vorläufig hinsichtlich der bisher polnischen Ortsnamen die bis 1918 gültigen deutschen Ortsnamen. Diese umfassende Rückbenennung war möglich, da noch das gesamte deutsche Kartenwerk für die 1920 an Polen abgetretenen Gebiete (auch) die früheren deutschen Ortsnamen weitergeführt hatte. Mittels der Anordnung betreffend Änderung von Ortsnamen des Reichstatthalters in Danzig-Westpreußen vom 25. Juni 1942 wurden mit Zustimmung des Reichsministers des Innern alle Ortsnamen eingedeutscht. Dabei wurde entweder der Name von 1918 beibehalten oder – falls „nicht deutsch genug“ – lautlich angeglichen oder übersetzt, zum Beispiel:
- Amthal: Amtal, Kr. Thorn,
- Culmsee (poln. Chełmża): Kulmsee,
- Grabowitz (poln. Grabowiec): Hainbusch,
- Leibitsch (poln. Lubicz): Leibisch,
- Lubianka: Luben,
- Ottlotschin (poln. Ottłoczin): Krügershauland,
- Podgorz (poln. Podgórz): Amberg,
- Rentschkau: Renskau,
- Warschewitz: Warschütz,
- Zlotterie (poln. Złotoria): Zollburg.